# Colorado State Highway 121
Der Colorado State Highway 121 ist ein in Nord-Süd-Richtung verlaufender Highway im US-Bundesstaat Colorado.
Der Highway beginnt am Colorado State Highway 470 im Südwesten von Denver und endet in Broomfield an den U.S. Highways 36, 287 und dem Colorado State Highway 128.
Der State Highway ist auch als Wadsworth Boulevard, Wadsworth Bypass, und Wadsworth Parkway bekannt.